# Alfred Adler
Alfred Adler (7. února 1870 Vídeň – 28. května 1937 Aberdeen) byl rakouský lékař a psycholog židovského původu, který se stal zakladatelem individuální psychologie, jednoho z hlavních směrů hlubinné psychologie. Byl 67. nejcitovanějším psychologem ve 20. století.
Byl žákem a spolupracovníkem S. Freuda, od něhož převzal koncepci nevědomí, později se však odklonil od ortodoxní psychoanalýzy; odmítl jednostranné určení lidské psychiky sexuálními pudy, kladl důraz spíše na společenské vztahy. Studoval společenský cit, touhu člověka po moci (např. potřeba sebeuplatnění). Vytvořil vlastní koncept komplexu méněcennosti.

## Životopis
Narodil se v Rudolfsheimu, tehdy vesnici na okraji Vídně, jako druhé ze sedmi dětí židovského obchodníka s obilím.
Od roku 1902 byl členem Freudovy psychoanalytické skupiny a v této době se věnoval psychickým dějům s obzvláště intenzivním zájmem. Poměrně brzy však začal nacházet rozdíly mezi svými a Freudovými názory na lidskou psychiku. V roce 1911 opustil Freudovu skupinu a v letech 1911–1914 pracoval na vytvoření vlastní školy, kterou nazval individuální psychologie osobnosti. Tuto svou školu dále rozvíjel a rozšiřoval až do své smrti v roce 1937.
Názvem individuální psychologie osobnosti chtěl vyjádřit to, že každý člověk je nedělitelná jednota, individuum, které funguje jako celistvá bytost. Z dnešního pohledu není již tak zřetelná potřeba zdůrazňovat právě tento aspekt, byla to však také reakce na tehdejší názorové spektrum a zřejmě především na Freudovu psychoanalýzu, která člověka rozdělovala na různé oblasti, oddělené všelijakými přepážkami. Proto adleriáni označují svou psychologii jako holistickou.
Důrazem na individuum naprosto není odsouván význam jedince jako bytosti sociální. Naopak, základním cílem jedince je jeho zařazení do společnosti. Tento cíl, tj. způsob, jakým se jedinec zařazuje a chce zařazovat do společnosti (a prostředí vůbec), je v adleriánské psychologii označován jako životní styl, což je další ze základních pojmů Adlerovy teorie.
Jedinec je tedy podle něj charakterizován a determinován svým cílem nebo účelem (který ovšem zdaleka nemusí být vědomý a vědomě záměrný). Proto je Adlerova individuální psychologie osobnosti označována jako teleologická. Tím je míněno, že veškeré lidské chování je účelné – orientované na individuální cíl. Smyslu lidského chování můžeme porozumět jen na základě pochopení jeho cílů.
Na rozdíl od Freudovy psychoanalýzy tedy individuální psychologie osobnosti klade větší důraz na budoucnost a na možnou změnu cílů. Uznával vliv dětství, podobně jako Sigmund Freud, ale nepovažuje jej za tak determinující.
Zasáhl i do teorií o psychosomatice. Mluvil o řeči, dialektu orgánů – symptom je tak vyjádřením toho, co se jinak projevit nemohlo, např. nějaké psychické frustrace či nedostatku. Význam při vzniku nemocí přikládal i sociální interakci.
Jeho teorie individuální psychologie osobnosti je však spíše založena na teoretických koncepcích, než na empiricky ověřených a testovatelných skutečnostech. Přesto jsou jeho zásluhy o rozvoj psychologie osobnosti nepopiratelné a právem bývá považován za předchůdce soudobé humanistické a fenomenologické psychologie.